# ای‌زد خرچنگ

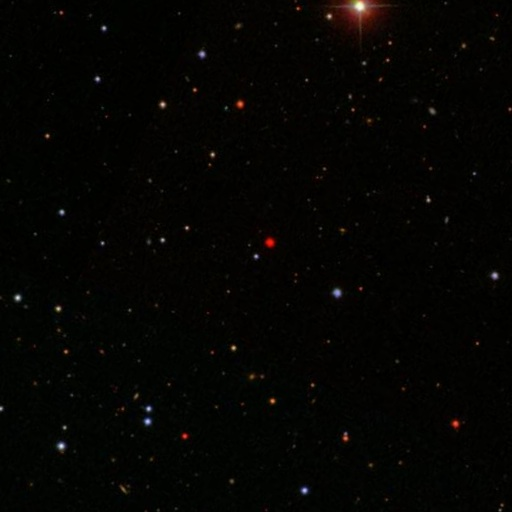
نگاره‌ای از ستارهٔ «ای‌زد خرچنگ»، تصویربرداری‌‌شده توسط SDSS؛ (ستارهٔ قرمز نزدیک به مرکز)

ای‌زد خرچنگ یک ستاره است که در صورت فلکی خرچنگ قرار دارد.